# Hernando del Pulgar
Pour les articles homonymes, voir Pulgar.
Hernando ou Fernando fut historiographe et chroniqueur de Castille sous Ferdinand le Catholique et Isabelle la Catholique ; il est né à Pulgar, près de Tolède, en 1436, mort vers 1493 (date incertaine) dans le village de Villaverde  (Espagne). 
Il reçoit  éducation littéraire et chevaleresque à la cour de Jean II de Castille, et à la mort de celui-ci il est  nommé secrétaire de Henri IV de Castille, qui lui confia plusieurs affaires intimes et d'importance. Pulgar fut le chroniqueur officiel de la reine catholique Isabelle de Castille, la Catholique, à partir de 1482. Il a été ambassadeur en France et à Rome, secrétaire de la Reine, traducteur du français, chroniqueur des guerres de Grenade.  

## Œuvres
Il a été surnommé le « Plutarque espagnol » pour avoir publié 26 biographies des Hommes illustres de la Castille (Los Claros Varones de Castilla). Ces portraits, souvent inexacts et composés dans un style obséquieux, donnent une image vivante de la cour de Castille à la fin du XVe siècle. Sa correspondance avec des personnalités éminentes de son temps, à la manière souvent inspirée de Cicéron et Pline le Jeune, fut publiée dans le même volume : c'est l'un des rares recueils de lettres écrits dans une langue romane. Il constitue un témoignage de la prose humaniste en langue vernaculaire. Pulgar serait l'auteur des couplets satiriques visant la cour d'Espagne (Coplas de Mingo Revulgoca. 1485), attribués tantôt à son frère ou à Iñigo de Mendoza. 
La première édition imprimée de sa « Chronique des Rois catholiques » (1545) portait à tort Antonio de Nebrija comme auteur (Nebrija avait composé une Histoire en latin traduite du manuscrit de Pulgar). Cette chronique, quoique réalisée à la demande d'Isabelle la Catholique et de Ferdinand d'Aragon, se montre toutefois critique sur certains aspects de leur politique, et insiste sur le devoir qu'ont les souverains de respecter la morale et la foi.